# سازمان آتش‌نشانی و خدمات ایمنی شهرداری تهران
آتش‌نشانی و خدمات ایمنی تهران یکی از نهادهای زیر مجموعه شهرداری تهران است که به مناطق بیست و دوگانه کلان‌شهر تهران خدمات می‌دهد.این سازمان وابسته به شهرداری تهران متولی حفظ و تأمین ایمنی شهروندان تهران است. علاوه بر عملیات آتش‌نشانی و نجات و امداد، مسئولیت گسترش فرهنگ ایمنی و افزایش میزان آگاهی و ارتقاء سطح دانش تخصصی مردم در زمینه ایمنی را به عهده دارد. معاونت‌های «عملیات»، «آموزش و تربیت بدنی»، «حفاظت و پیشگیری»، «طرح و برنامه»، «فنی و توسعه»، «اجتماعی و فرهنگی» و «مالی» از زیر مجموعه‌های این سازمان هستند. ذیل حوزه مدیریت سازمان آتش‌نشانی و خدمات ایمنی شهر تهران، اداره بهداشت، ایمنی و محیط زیست به اختصار(HSE) فعالیت می‌کند. این اداره با نظارت مستقیم مدیر سازمان ماموریت‌هایش را دنبال می‌کند.

## معرفی
سازمان آتش‌نشانی و خدمات ایمنی شهر تهران، علاوه بر حوزه مدیریت در برگیرنده هفت معاونت است.
معاونت‌های «عملیات»، «آموزش و تربیت بدنی»، «حفاظت و پیشگیری»، «طرح و برنامه»، «فنی و توسعه»، «اجتماعی و فرهنگی» و «مالی » از زیر مجموعه‌های این سازمان هستند.
ذیل حوزه مدیریت سازمان آتش‌نشانی و خدمات ایمنی شهر تهران، اداره بهداشت، ایمنی و محیط زیست به اختصار(HSE) فعالیت می‌کند. این اداره با نظارت مستقیم مدیر سازمان ماموریت‌هایش را دنبال می‌کند؛ برخی از مهم‌ترین وظایف اداره یاد شده به شرح زیر است.
- مدیریت شناسایی ریسک‌ها، و جنبه‌های زیست‌محیطی در تمامی فعالیت‌های سازمانی
- طراحی فرایندهای اجرایی مرتبط با HSE در کلیه زمینه‌های عملکردی سازمان
- صدور مجوز یا در صورت ضرورت لغو انجام کار
- شناسایی مخاطرات عملیاتی و تحلیل مستمر آن‌ها
- رصد و تحلیل ریسک‌های صحنه عملیات از جنبه‌های تکنیکی، تاکتیکی، تجهیزاتی و رفتاری
- اندازه‌گیری آلاینده‌های محیط کار و اعمال اقدامات کنترلی
- نظارت بر عملکرد افسران ایمنی سازمان
- نظارت بر فعالیت پیمانکاران سازمان و کارکنان در خصوص موضوع‌های HSE
- ثبت حوادث و شبه حوادث و گزارش تحلیل آن‌ها
- ایجاد بانک اطلاعاتی داده‌های مورد نیاز برای تحلیل عملکردی در کلیه حوزه‌های اجرایی سازمان
- ممیزی فرایندهای عملیاتی، روش‌ها، تجهیزات و تأسیسات سازمان به منظور کاهش ریسک‌های سازمانی

در فاصله سال‌های ۱۳۵۶ تا ۱۴۰۱ اطلاعات و مدت مسئولیت سزده مدیر بر سازمان آتش‌نشانی و خدمات ایمنی تهران در دسترس است.
| نام                  | مدت مسئولیت                                   | منبع                 |
| -------------------- | --------------------------------------------- | -------------------- |
| قدرت‌الله محمدی       | اردیبهشت ۱۴۰۱ تاکنون                          | [ ۱۲ ]               |
| مهدی داوری دولت‌آبادی | آذر ۱۳۹۶ تا اردیبهشت ۱۴۰۱                     | [ ۱۳ ] [ ۱۴ ]        |
| سعید شریف‌زادگان      | اردیبهشت ۱۳۹۳ تا آذر ۱۳۹۶                     | [ ۱۵ ] [ ۱۶ ] [ ۱۷ ] |
| سیدرضا خوش‌زاد        | تیر ۱۳۹۰ تا اردیبهشت ۱۳۹۳                     | [ ۱۷ ] [ ۱۸ ]        |
| محمدرضا حاجی‌بیگی     | ۱۳۸۴ تا ۱۳۹۰                                  | [ ۱۹ ] [ ۱۷ ]        |
| فریدون اسفندیاری     | ۱۳۷۸ تا ۱۳۸۱                                  | [ ۱۷ ] [ ۲۰ ]        |
| حمید فضیلتی          | ۱۳۷۱ تا ۱۳۷۸                                  | [ ۲۱ ] [ ۱۷ ]        |
| علی‌اکبر گلرخی        | ۱۳۶۹ تا ۱۳۷۰                                  | [ ۱۷ ]               |
| رضا آخوندان          | ۱۳۶۸ تا ۱۳۶۹                                  | [ ۱۷ ]               |
| احمد ضیایی بروجنی    | ۱۳۶۶ تا ۱۳۶۸ (دور اول) ۱۳۸۱ تا ۱۳۸۴ (دور دوم) | [ ۲۰ ]               |
| محمد عبدلی زفرقندی   | ۱۳۶۳ تا ۱۳۶۵                                  | [ ۱۷ ]               |
| سعید قراچورلو        | ۱۳۶۰ تا ۱۳۶۳                                  | [ ۱۷ ]               |
| محمد جناب‌زاده        | ۱۳۵۴ تا ۱۳۵۶                                  | [ ۱۷ ]               |

## وظایف و ماموریت‌ها
وظایف و ماموریت‌های نهاد آتش‌نشانی بر اساس، استاندارهای جهانی، ساز و کارهای حقوقی و شرایط طبیعی و اجتماعی تدوین می‌شود. ناظر بر قانون شهرداری‌ها مصوب سال‌های بعد انقلاب اسلامی در ایران آتش‌نشانی‌ها به این موارد موظف شدند؛ «ارتباط، همکاری، هماهنگی و مشورت با مراکز علمی، نظامی، پزشکی و سایر سازمان‌ها و اشخاص مربوط.»، «تعیین صلاحیت فنی و امکانات شرکت‌های خصوصی و دولتی با عنوان‌های مختلف، اعم از طرح‌ایمنی یا شارژ کننده و فروشنده و سازنده ماشین‌ها، قطعات، ادوات و تجهیزات مختلف مربوط به امور ایمنی و نجات و آتش‌نشانی در سطح جامعه.» و «اشاعه و به‌کارگیری رشته‌های ورزشی بین کارکنان سازمان، مخصوصاً نیروهای عملیاتی، به منظور تقویت و آمادگی جسمانی و بالابردن روحیه افراد که لازمه‌این حرفه است.» از ایران به عنوان کشوری حادثه‌خیز یاد می‌شود؛ احتمال وقوع ۳۰ تا ۴۰ نوع حادثه طبیعی رصد شده‌است. بر این اساس توجه به بحث‌ایمنی و تهیه و تدوین ضوابط و مقررات‌ایمنی امری ضروری تشخیص داده شده‌است. شهرداری تهران نیز مستند به اسناد حقوقی و بررسی‌های صورت گرفته دربارهٔ ضریب آسیب‌پذیری تهران و نیز مستند به پرتکل‌های جهانی به انجام ماموریت‌های زیر موظف است.
- مقابله با هرگونه آتش‌سوزی
- نجات محبوس شدگان در زیر آوار ساختمان، خودروی تصادفی، آسانسور و…
- مقابله و پیشگیری از سقوط اجسام و درخت از ارتفاع و احتمال خطر برای شهروندان
- نجات سقوط کنندگان در چاه، کانال آب، رودخانه، سد، استخر و…
- مقابله با حیوانات وحشی و موذی
- نجات مصدومین حوادث چرخ گوشت، حلقه‌های فلزی، تسمه نقاله، دستگاه‌های برش و کارخانه‌ای
- کلیه موارد دیگری که در آن جان و مال شهروندان در معرض خطر می‌باشد.
- پیشگیری از وقوع آتش‌سوزی در کلیه تصرفات شهری
- مقابله با حوادث مواد شیمیایی خطرناک

علاوه بر این، آتش‌نشانی وظایف جنبی دیگری نیز دارد که تعیین صلاحیت و ایمنی برخی شرکت‌ها، افراد و ساختمان‌ها از آن جمله‌است.

## تاریخچه
برای درک صحیح از تحول‌های سازمان آتش‌نشانی و خدمات ایمنی شهر تهران ضرورت دارد اطلاعی از تاریخچه سازمان آتش‌نشانی در ایران داشت؛ بر اساس گزارش‌های تاریخی نخستین نهاد آتش‌نشانی به نام «اطفائیه» به سال ۱۲۹۶ همت قاسم‌خان والی در بلدیه تبریز تأسیس شد. احداث برج یانقین که در حال حاضر ایستگاه شماره یک و ساختمان مرکزی سازمان آتش‌نشانی و خدمات‌ایمنی تبریز است یکی از شاخص‌ترین ویژگی‌های اداره اطفائیه تبریز بود. برخی دیگر از گزارش‌ها و روایت‌ها، پیشینه تأسیس سازمان اطفاء حریق در تبریز را سال ۱۲۲۱ خورشیدی، عنوان کردند. مستند به این روایت بنیان‌گذار نهاد اطفاء حریق تبریز روس‌ها بودند و برج آتش‌نشانی تبریز از یادگارهای آن دوران است. دومین و سومین واحدهای آتش‌نشانی رسمی در جنوب کشور و در شهرهای مسجد سلیمان و آبادان برای حفظ تأسیسات ایجاد شده در پالایشگاه آن شهرها تأسیس شد. سپس با توجه به ایجاد زیر ساختهای اقتصادی در اقصی نقاط کشور، ایجاد واحدهای اطفایی در مناطق مختلف کشور آغاز گردید که می‌توان به احداث واحدهای آتش‌نشانی (اطفائیه) در بلدیه آن روز نام برد که در قطبهای اقتصادی و صنعتی کشور ایجاد شده و به‌طور مثال احداث پایگاه‌هایی در تهران ۱۳۰۳، قزوین ۱۳۰۳، اهواز ۱۳۰۴، بندر انزلی ۱۳۰۵، شهر رشت ۱۳۰۵، مشهد ۱۳۱۲، زنجان۱۳۲۷، اصفهان ۱۳۲۸ و شهر شیراز ۱۳۲۹ نام برد.

### ۱۲۲۱–۱۲۹۶
مستندات قابل اعتنای و گسترده‌ایی از آتش‌سوزی‌های کوچک و بزرگ ایران در ادوار تاریخ در دسترس نداریم، عمده اطلاعات دربارهٔ حریق و آتش‌سوزی از عهده ناصری به این سو در دسترس است که کلانتران محلات مکلف بودند، گزارش‌های روزانه‌ای وضعیت حوزه مسئولیت‌شان تهیه و به دربار بفرستند؛ از همین‌جاست که اطلاعات اندکی و جسته و گریخته‌ایی از زمان و مکان برخی حریق‌ها و بعضاً خسارات ناشی از آن‌ها در دوره قاجار در دسترس است. به هر روی از امیرکبیر، مجری برنامه‌های اصلاحی متعدد برای ریل‌گذاری مملکت در مسیر تجدد، به عنوان اولین کسی یاد می‌شود که تصمیم گرفت همزمان با انتشار روزنامه وقایع اتفاقیه برای آگاه ساختن مردم دربارهٔ موضوع‌های مختلف از جمله خطرات آتش، اقدام به تأسیس نهادی برای مقابله با حریق کشور کرد و نخستین تأسیسات و تجهیزاتی اطفاء حریق را به تبریز اختصاص داد. فتنه قتل امیرکبیر مجال تحقق آرزوهایش برای تجدد ایران از آن جمله ایجاد شبکه گسترده اطفاء حریق در شهرهای بزرگ مملکت را نداد. چنان‌چه گفتیم نخستین جرقه‌های نهادی برای اطفاء حریق در ایران معاصر به عهده ناضری بازمی‌گردد. سال‌های پایانی سده سیزده خورشیدی و آخر کار دودمان قاجار به سال ۱۲۹۶، اطفائیه تبریز بنیاد نهاد شد که علاوه بر اطفاء حریق، مسئولیت مقابله و کمک‌رسانی در موقعیت‌های غیرمترقبه نیز بر عهده داشت. این در حالی‌ست که به سال ۱۲۲۱ خورشیدی مأموران روسیه تزاری به منظور تأمین امنیت و حفظ منافع‌شان در تبریز امکان‌های حداقلی آتش‌نشانی شامل چند پمپ دستی دو طرفه، از جنس برنز و مس برای پمپاژ آب در اختیار داشتند. این نخستین گام‌ها و جرقه‌های نهاد و ابزار اطفاء حریق در ایران دوران قاجار، الان دیگر صرفاً ارزش تاریخی دارد و بدیهی‌ست با توجه به وضعیت سیاسی و اجتماعی ایران دوران قاجار آن محدود گام‌ها و اقدام‌ها در قیاس با امکان‌های ادوار بعد اصلاً واجد ارزش‌های عملیاتی نیست. پرونده اطفائیه با مختصر تجهیزات روسی برای اطفاء حریق و اقدام‌های قاسم خان والی - حکمران وقت تبریز - برای اطفاء حریق و آتش‌سوزی و نیز تدابیری برای رسیدگی به حوادث غیر مترقبه از قبیل سیل، زلزله، آوار، سقوط از بلندی و… بسته شد.

### ۱۲۹۹–۱۳۵۷
فارغ از تحولات نهاد آتش‌نشانی در ایران، که اینجا اجمالاً مروری شد؛ فرایند ایجاد و تطور نهاد آتش‌نشانی در تهران را می‌توان طی دو دورده عمده پهلوی و جمهوری اسلامی پی گرفت. آنچه در دوره قاجاریه در زمینه آتش‌نشانی رقم خورده‌است؛ چندان اقدام‌های قابل توجهی نبوده‌است؛ بی‌اعتنایی ناصرالدین شاه فرنگ دیده به اهمیت نهاد آتش‌نشانی و ترور امیرکبیر از جمله دلائل مهم در عدم تأسیس نهاد آتش‌نشانی در دوره قاجاریه ذکر شده‌است.

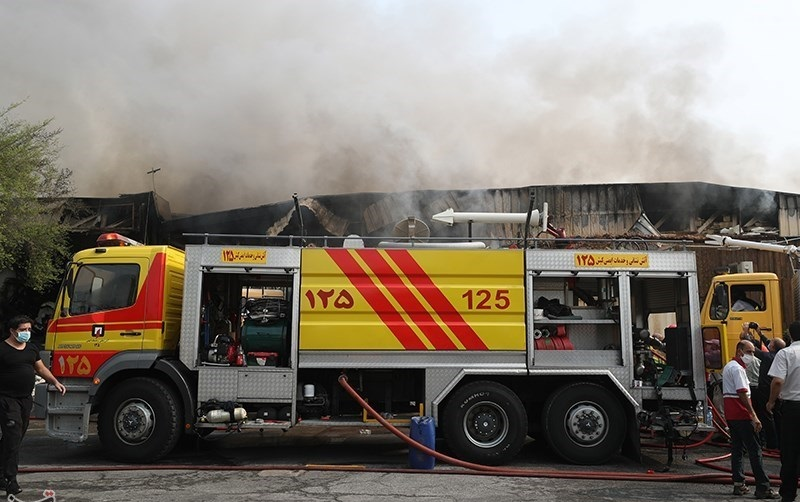
یک ماشین آتش‌نشانی در ایران

موتورسیکلت‌های آتش‌نشانی تهران در سال ۱۳۹۲

برای اولین بار در سال ۱۳۰۳ خورشیدی، با همت کریم‌خان بوذرجمهری اولین شهردار دوران پهلوی یک ژنرال روس در محل سه‌راه امین‌حضور، اقدام به تأسیس اولین ایستگاه آتش‌نشانی نمود و بعدها با گسترش همین واحد و انتقال آن به چهارراه حسن‌آباد، واحد اطفائیه بلدیه تأسیس گردید. به تدریج با افزایش نیازهای شهر تهران این واحد به دو ایستگاه تهران و شمیرانات توسعه پیدا کرد. در سال ۱۳۲۶ این ایستگاه‌ها به پنج ایستگاه افزایش یافت.
به سال ۱۳۰۳ (خورشیدی) یک دستگاه آب‌پاش برای آب پاشی خیابان‌های خاکی شهر خریداری شد، سال بعد با اضافه کردن یک سر لوله و چند شیر به ماشین آب‌پاش یاد شده برای اطفاء حریق احتمالی کاربری جدیدی برای ماشین تعریف شد. این اقدام مقدمه‌ای برای شکل‌گیری نهادی برای مقابله با آتش‌سوزی در تهران شد. چهار سال بعد از تأسیس اداره اطفاء حریق، در آذر ماه ۱۳۰۷ با نیت تقویت توان فنی اداره اطفائیه، یک دستگاه آب‌پاش بزرگ و چهار دستگاه آب‌پاش کوچک از کشور آلمان خریداری شد؛ در اختیار اداره اطفائیه قرارگرفت. بر اساس گزارش‌های آماری تا سال ۱۳۰۷ شمسی مجموع تجهیزات آتش‌نشانی تهران عبارت بود از ۱۵ دستگاه ماشین آتش خاموش کن نو و آماده کار، ۳ دستگاه بنز مرسدس، ۴ دستگاه اشکودا، ۲ دستگاه پورسک و ۴ دستگاه موتور پمپ، به علاوه ۸۴ کامیون اسقاط در اختیار آتش‌نشانی قرارگرفته بود. از اطلاعات موجود می‌توان پی‌برد که وضعیت تجهیزات آتش‌نشانی تهران پهلوی ده دهه اول ۱۳۰۰ اصلاً خوب نیست؛ در نهایت متأثر از وقوع حادثه آتش‌سوزی گسترده روز ۸ مهرماه ۱۳۰۷ در سالن سینمای صنعتی خیابان لاله‌زار مسئولان وقت مدیریت شهری متوجه ناکافی بودن تجهیزات آتش‌نشانی شدند. بازتاب عدم رضایت وضعیت تجهیزات آتش‌نشانی در روزنامه اطلاعات روز نهم مهرماه همان سال به این شرح بوده‌است.
وقتی واقعاً فکر کنیم متوجه می‌شویم ما هیچ وسیله اطفائیه‌ای نداریم، ما یک اداره مخصوص اطفائیه می‌خواهیم، برای این که به مجرد وقوع حریق و صدا کردن زنگ تلفن آن اداره، سوت اتومبیل‌های اطفائیه هم از طرفی بلند شود. متأسفانه تاکنون به‌این امر توجهی نشده‌است و مأمورین نظمیه و بلدیه، باید با نبودن وسایل کافی خود را در خطر حریق بیندازند. 
«کریم آقا بوذر جمهری» شهردار وقت تهران و مدیر ارشد، عملاً اداره اطفائیه را سال ۱۳۱۱ به میدان حسن‌آباد منتقل کرد. این ایستگاه همچنان با عنوان ایستگاه شماره یک سازمان آتش‌نشانی و خدمات‌ایمنی در تهران فعالیت دارد. با انتقال اداره اطفائیه از خیابان چراغ برق به محل کنونی تدریجاً تکمیل و تجهیز شد. سال ۱۳۱۳ «حسن خان معتضدی» به ریاست اداره آتش‌نشانی منصوب شد. در همین دوره است تدریجاً وضعیت تجهیزات آتش‌نشانی پایتخت رو به بهبود و توسعه گذاشت و سرمشق دیگر شهرهای ایران شد تا نهاد آتش‌نشانی را تأسیس کنند از جمله به همت او اداره اطفائیه‌ای در بندر انزلی تشکیل شد. از دیگر اقدام‌های صورت گرفته برای بسط و گسترش و تجهیز و توسعه نهاد آتش‌نشانی در تهران در فاصله سال‌های ۱۳۲۰ تا ۱۳۵۷ می‌توان به موارد زیر اشاره کرد.
- اعزام کارکنان به خارج برای شرکت در دوره آموزش حرفه‌ای اطفاء حریق
- برگزاری دوره‌های اطفاء حریق برای کارکنان در تهران
- افزایش شمار ایستگاه‌های آتش‌نشانی در پایتخت
- تأسیس گروه «امداد و نجات» و افزایش حوزه مأموریت و مسئولیت اداره اطفائیه
- ایجاد ایستگاه‌های اطفا حریق و آتش‌نشانی در فرودگاه‌ها برای ارتقاء ایمنی
- و…

به‌رغم اقدام‌های صورت گرفته و بسط و گسترش خدمات ایمنی و آتش‌نشانی در تهران و گسترده‌تر شدن حوزه ماموریت‌های این نهاد؛ تا حدود ۳۰ سال بعد از تأسیس آتش‌نشانی، همچنان آتش‌نشانی با محدودیت‌های امکاناتی مواجه بودند و کارکنان آن اداره از وسایل و تجهیزات حفاظت فردی بهره‌ای نداشتند و هنگام مأموریت‌هایشان ناچار بودند با کفش و لباس معمولی در عملیات شرکت کنند. بعدها، لباس کار متحدالشکلی برای افراد آتش‌نشان در نظر گرفته شد و تعداد محدودی کلاه‌ایمنی نیز در اختیار آن‌ها قرار گرفت، اما در سال‌های بعدی، به موازات توسعه تهران اداره آتش‌نشانی رشد کرد و چون روز به روز بر حسب ضرورت در برابر مسئولیت‌های سنگین‌تری قرار می‌گرفت، تا حدی این مهم مورد توجه قرار گرفت. هنگام خرید وسایل اطفایی، اقلامی از وسایل حفاظت فردی نیز خریداری می‌کردند. در سال‌های دهه سی علاوه بر تهیه تجهیزاتی انفرادی و حفاظتی سومین نردبان جهان از حیث بلندی با شصت و چهار متر ارتفاع در اختیار آتش‌نشانی تهران قرار گرفت. عمده مشکل آتش‌نشانی تا سال ۱۳۵۰ عدم رشد سریع و متناسب ایستگاه‌های آتش‌نشانی بود به نحوی که از سال ۱۳۰۷ بدو تأسیس اطفائیه در تهران تا سال ۱۳۵۰، وسعت کلانشهر تهران، چند برابر شده بود؛ اما تعداد ایستگاه‌های آتش‌نشانی به کندی افزایش یافت. سال ۱۳۵۰ تعداد ایستگاه‌های آتش‌نشانی به هفت واحد رسیده بود. سال ۱۳۵۶ مجموعاً ۱۶ایستگاه، در تهران فعالیت داشت. از این تعداد فقط سه ایستگاه آتش‌نشانی دارای امکانات نجات نیز بود. مستند به گزارش‌های تاریخی، ششم آبان ماه ۱۳۵۳، در انجمن شهر تهران اساسنامه سازمان آتش‌نشانی و خدمات‌ایمنی در چهار فصل، ۲۸ ماده و ۱۴ تبصره تصویب شد و تا سال ۱۳۵۷ امور مختلف آتش‌نشانی بر مبنای اساسنامه مزبور انجام می‌شد.

### ۱۳۵۷–۱۴۰۰
از سال ۱۳۵۷ تا ۱۴۰۰ نهاد آتش‌نشانی تطوری به این شرح داشت؛ سازوکار حقوقی این نهاد مستند به بندهای ۱۴ و ۲۰ ماده ۵۵ قانون شهرداری باز تعریف شد. در فاصله سال‌های ۱۳۵۷ تا پایان سال ۱۳۶۸ مجموع ایستگاه‌ها این نهاد در تهران به ۲۶ ایستگاه اطفاء حریق و ۷ ایستگاه امداد و نجات افزایش یافت. همچنین با گسترش فعالیت شهرداری تهران و لزوم گسترش فضاهای ایمن و تعمیق و تعمیم فرهنگ‌ایمنی، در سطح شهر تهران، برنامه‌هایی اصولی همچون آموزش شهروندان و ایجاد ساخت و سازهای مناسب و مقاوم در برابر زلزله و مطابق با استانداردهای جهانی در دستور کار قرار گرفته‌است. هرچند بر اساس گزارش‌های موجود تعداد ایستگاه‌های موجود نیازهای کلانشهر تهران را برطرف نمی‌کند؛ بر این اساس، گسترش شبکه ایستگاه‌ها و آموزش شهروندان از ضرورت‌های مدیریت شهری در این حوزه است. بر اساس گزارش‌هایی برای مقابله با حریق و حوادث غیرمترقبه از ۱۳۵۷ تا ۱۳۷۹ بالغ بر ۸۰۰ هزار نفر از شهروندان تهرانی آموزش دیدند. این فرایند طی دو دهه اخیر نیز ادامه داشته‌است. . بر اساس گزارش‌های موجود تا سال ۱۴۰۰ بالغ بر ۱۲۰ ایستگاه آتش‌نشانی با ماموریت‌های اطفاء حریق و امداد و نجات در تهران فعالیت دارد. همچنین تجهیز آتش‌نشانی به سیستم «GIS» از دیگر اقدام‌های صورت گرفته در این نهاد است. عملکرد سیستم «GIS» چنین است که به محض تماس حادثه دیده با تلفن ۱۲۵، نشانی محل تماس گیرنده، بر روی نقشه GIS مشخص و همزمان زنگ خطر نزدیک‌ترین ایستگاه آتش‌نشانی به محل حادثه، به صدا در می‌آید.

## ساختار
در این بخش توضیح‌هایی به تفکیک دربارهٔ معاونت‌های «عملیات»، «آموزش و تربیت بدنی»، «حفاظت و پیشگیری»، «طرح و برنامه»، «فنی و توسعه»، «اجتماعی و فرهنگی» و «مالی» ارائه می‌شود.

### معاونت عملیات
معاونت عملیات مسئولیت اداره و مدیریت و نظارت بر ایستگاه‌های آتش‌نشانی، نجات و امداد، ستاد فرماندهی، واحد شیرهای آتش‌نشانی را بر عهده دارد. تأمین آب و تجهیزات سازمان، پشتیبانی خودروهای ویژه از دیگر وظایف و ماموریت‌های معاونت عملیات است. از این معاونت خط مقدم مواجهه با حوادث یاد می‌شود و عموم عملیات‌های از قبیل «اطفاء حریق»، «امداد و نجات»، «نظارت بر هماهنگی نیروهای مختلف عملیاتی» را رهبری و مدیریت می‌کند. برای نظم‌بخش و تفکیک مسئولیت‌ها و نیز سرعت‌عمل مناسب و پوشش متوازن پایتخت به خدمات اطفاء حریق و امداد و نجات، کلان‌شهر تهران تا سال ۱۴۰۱، به هشت منطقه عملیاتی امدادرسانی تقسیم شده‌است. سرپرستی هر یک از این ناحیه‌ها به عهده یکی از مدیران مناطق هشت‌گانه است؛ تا با تقسیم‌کار مؤثر و متوازن هر کدام از مدیران امور مربوط به ایستگاه‌های حوزه عملکردشان را به نحو مطلوبی مدیریت کنند. جزئیات اطلاعات مناطق هشت‌گانه عملیاتی و ایستگاه‌های آتش‌نشانی به تفکیک مناطق عملیات از طریق پرتال سازمانی در دسترس است.
معاونت عملیات از چهار بخش «ستاد هماهنگی»، «ستاد بحران»، «اداره ایمنی» و پشتیبانی تشکیل شده‌است.

#### ستاد هماهنگی
ستاد هماهنگی، تحت امر مدیر عامل سازمان آتش‌نشانی و با هماهنگی و تعامل با معاونت عملیات کار فرماندهی آتش‌نشانی تهران را انجام می‌دهد. این مرکز با مدیریت افسران جانشین در هر نوبت کاری علاوه بر پاسخگویی به شهروندان حادثه دیده از طریق سامانه فوریت‌های ۱۲۵ وظیفه اعزام، هماهنگی و هدایت نیروهای عملیاتی را در زمان بروز آتش‌سوزی و حوادث احتمالی دیگر بر عهده دارد. همچنین مأموریت کسب خبر و اطلاع از حوادث و حادثه‌دیدگان و انتقال اطلاعات به قسمت بی‌سیم را بر عهده دارد که پس از آن نیروهای عملیاتی به محل حادثه اعزام می‌شوند. ستاد فرماندهی آتش‌نشانی قریب ۹۰ خط تلفن از طریق سامانه فوریت‌های ۱۲۵ را در دسترس و اختیار دارد. توضیح دیگر آن‌که ستاد فرماندهی آتش‌نشانی، مسئولیت رهبری عملیات را از زمان اعلام حادثه به ایستگاه تا زمان رسیدن نیروها به محل حادثه بر عهده دارد، انجام هماهنگی با نیروهای امدادی دیگر اعم پلیس راهنمایی و رانندگی، پلیس ۱۱۰، اورژانس تهران، عوامل سازمان‌های آب و برق و شهرداری از دیگر ماموریت‌های این ستاد است.

#### ستاد بحران
ستاد بحران سازمان آتش‌نشانی تهران از سال ۱۳۸۴ فعالیتش را آغاز کرده‌است تا بتواند برنامه‌ریزی مؤثری در زمینه آمادگی مواجهه با بحران‌های محتمل داشته باشد. ضرورت پیش‌بینی و پیشگیری قبل از وقوع حوادث از اهم وظایف ستاد بحران عنوان شده‌است. تحقق انتظارات پیش‌گیرانه اعم از شناخت خطرها و چالش‌های بالقوه، هم‌افزایی و تعامل با نهادها و تشکل‌های بحران‌مدار، بهره‌مندی از دانش و تکنولوژی پیشرفته روز، تمرین و مانور مداوم، در شمار اولویت‌های ستاد بحران توصیف شده‌است. برخی از ماموریت‌ها و فعالیت‌های ستاد بحران به شرح زیر است.
- ایجاد بانک اطلاعات شهری در خصوص مناطق پر خطر
- تشکیل سامانه فرماندهی حادثه (ICS) در مناطق بحران زا
- انجام مانورهای مشترک و هماهنگی عملیاتی با ارگان‌های بحران مدار
- فراخوان نیروهای عملیاتی در زمان وقوع بحران یا حوادث بزرگ شهری
- مدیریت تیم‌های اعزامی به مناطق بحران زده
- سازماندهی نیروهای واکنش سریع (بدون مرز)
- برنامه‌ریزی مقابله با حوادث احتمالی در سطوح مختلف
- پیش‌بینی و تدارک وسایل و تجهیزات امدادی هنگام رخداد بحران
- مدیریت مواد شیمیایی خطرناک

#### اداره ایمنی
اداره ایمنی مسئولیت تأمین حداکثری امنیت و ایمنی آتش‌نشان‌ها در اجرای عملیات را بر عهده دارد. این اداره در سال ۱۳۹۷ بنیاد گذاشته شده‌است. ارتقاء سطح ایمنی آتش نشانان در ایستگاه، حین اعزام به مأموریت و بازگشت، در محل حریق و حادثه و همچنین ارزیابی، مدیریت و کنترل میزان مواجهه آتش نشانان با عوامل زیان‌آور شغلی از مهم‌ترین اهداف و ضرورت‌های تأسیس این اداره عنوان شده‌است. برخی از ماموریت‌های این اداره به شرح زیر است.
- تجزیه و تحلیل حوادث ناشی از کار آتش نشانان
- ارزیابی ریسک‌های عملیاتی و ارائه راهکارهای کنترلی
- حضور در جریان حوادث سازمان و استقرار افسر ایمنی حادثه در عملیات
- ایجاد سیستم مدیریت ریسک
- استانداردسازی فرآیندهای عملیاتی
- ارائه دستورالعمل‌های ایمنی تجهیزات عملیاتی
- ممیزی و بازرسی بر پایه ایمنی محیط کار در سازمان
- تهیه محتوای مناسب برای ارتقاء ایمنی و اجرای برنامه مدون ارتقاء و بهبود اثربخشی عملیات

#### پشتیبانی
ضرورت انجام ماموریت‌ها و عملیات‌های مؤثر، تحقق و تأمین حداکثری امکان‌ها لجستیک و پشتیبانی و تجهیزات است؛ متأثر از این ضرورت واحد پشتیبانی عملیات ایجاد شده‌است؛ تا بتواند به‌طور اختصاصی به فعالیت‌ها و ماموریت‌های مهم و حیاتی پشتیبانی عملیات بپردازد. برخی از وظایف و ماموریت‌های واحد پشتیبانی عملیات به شرح زیر است.
- نظارت به حسن اجرای کلیه خدمات ماشین‌آلات سنگین در عملیات امداد و نجات
- تدوین و نظارت بر دستورالعمل‌ها و راهکارهای اجرائی مربوط به خودروهای ویژه
- توزیع مناسب و استقرار ماشین‌آلات و تجهیزات ویژه در ایستگاه‌ها
- نیازسنجی برای تأمین ماشین‌آلات و تجهیزات ویژه
- نظارت بر آماده به کار بودن ماشین‌آلات و تجهیزات ویژه
- برنامه‌ریزی برای آموزش افراد مستعد برای راهبری دستگاه‌ها

### معاونت آموزش و تربیت بدنی
معاونت آموزش و تربیت بدنی با واحدهای تابعه، مراکز آموزش «ایثارگران» و «برون‌سازمانی»، «درمانی و آموزش فوریت‌های پزشکی» ماموریت‌های آموزشی‌اش را دنبال می‌کند. همچنین بخشی در این معاونت مسئولیت «تربیت‌بدنی» را به عهده دارد. بخش تربیت بدنی ماموریت‌هایش در حوزه «ورزش عمومی یا فعالیت ورزشی در سازمان»، «ورزش حرفه‌ای و تخصصی» با عنوان عملیات ورزشی در زمینه افزایش آمادگی بدنی نیروهای آتش‌نشان فعالیت می‌کند. همچنین از جمله ماموریت‌های آموزشی این معاونت به شرح زیر است.
- برگزاری دوره‌های آموزشی رایگان همگانی در زمینه گسترش و ترویج فرهنگ ایمنی به هدف کاهش ضریب خطر و افزایش ایمنی
- ارائه دوره‌های آموزشی آتش‌نشانی به علاقه‌مندان داوطلب و فعال به هدف کمک عملیاتی نیروهای داوطلب در مواقع نیاز
- آموزش برون سازمانی در دوره‌های آموزش مقدماتی و توجیهی یک تا ده روزه همچنین آموزش نیمه حرفه‌ای طی چهل و پنج
- ارائه آموزش دوره‌های حرفه‌ای کارآموزی به نیروی انسانی متخصص حوزه عملیات
- دوره‌های آموزش‌های ضمن خدمت، بازآموزی و به‌روزرسانی اطلاعات فنی مدیران، کارشناسان و کارکنان دربارهٔ موضوع‌های تازه آتش‌نشانی و تجهیزات جدید

مستند به گزارش‌هایی ده هکتار زمین به مرکز آموزش آتش‌نشانی و نجات شهری اختصاص داده شده‌است؛ تخصص‌های مختلف از جمله آتش‌نشانی پالایشگاهی، فرودگاهی، دریایی، ریلی و نظامی را به کارکنان ارائه می‌کند. برای توضیح دقیق‌تر ابعاد فعالیت‌های آموزشی سازمان آتش‌نشانی و خدمات ایمنی، در ادامه مروری بر فعالیت‌های دانشکده علوم ایمنی و آتش‌نشانی خواهیم داشت.

#### دانشکده علوم ایمنی و آتش‌نشانی
مستند به بندهایی از اساس‌نامه سازمان آتش‌نشانی و خدمات ایمنی شهر تهران، تکالیف آموزشی نیز بر عهده این سازمان گذاشته شده‌است؛ در اساسنامه عنوان شده‌است که سازمان موظف به ارائه آموزش‌های مور نیاز در امور آتش‌نشانی و خدمات ایمنی در سطوح مختلف برای کارکنان سازمان و افراد خارج از سازمان است. دانشکده علوم ایمنی و آتش‌نشانی هم به مقصود حداکثری تأمین این تکلیف تأسیس شده‌است. دانشکده علمی کاربردی آتش‌نشانی سال ۱۳۸۳ با پذیرش دانشجو کاردانی رشته‌های «امداد و نجات»، «اطفاء حریق» و «ایمنی و حفاظت ساختمان‌های بلند» فعالیتش را آغاز کرد. طی سال‌های دهه نود خورشیدی در فاصله ۱۳۹۰ تا ۱۳۹۷، بنا به ضرورت و نیاز سازمانی این نهاد رشته‌های «ایمنی کار و حفاظت فنی» در مقطع کاردانی «مدیریت و فرماندهی عملیات در حریق و حوادث»، «حفاظت و پیگیری از حریق و حوادث»، «ایمنی سلامت و محیطت زیست در صنایع»، «مدیریت عملیات نجات و امداد» مقطع کارشناسی و «مدیریت ایمنی» مقطع کارشناسی ارشد به ماموریت‌های آموزشی این دانشکده افزوده شد. همچنین بر اساس ضرورت ایجاد رشته‌های «مهندسی حریق» و «تربیت مربی آتش‌نشان» در مرحله تدوین و نیاز سنجی اعلام شده‌است. از جمله امکان‌های آموزشی این دانشکده می‌توان اشاره کرد به کارگاه‌های عملیاتی، فرصت‌های پژوهشی و کتابخانه تخصصی آتش‌نشانی.

### معاونت حفاظت و پیشگیری
همان‌طور که از عنوان «معاونت حفاظت و پیشگیری» بر می‌آید؛ کار ویژه این معاونت تلاش برای پیش‌گیری از حریق و رعایت ضوابط و استاندارها برای حفاظت و پیش‌گیری از آتش‌سوزی است. این معاونت برای تحقق حداکثری ماموریت‌ها و وظایفش در پیشگیری از آتش‌سوزی و رعایت ایمنی، دارای اداره‌های «ایمنی ساختمان»، «نظارت بر ایمنی شهر»، «بررسی علل حریق و حوادث»، «بازبینی و کنترل مضاعف» است. همچنین اداره مطالعات دیگر واحد تابعه این معاونت است و شرح جزئیات ماموریت‌های هر یک از اداره‌ها به تفکیک از طریق پرتال سازمان آتش‌نشانی و خدمات ایمنی شهر تهران در دسترس است. برخی از وظایف معاونت حفاظت و پیشگیری به شرح زیر است.
- مشارکت مؤثر با نهادهای مرتبط برای تهیه و توسعه مقررات ایمنی ساختمان
- نظارت و کنترل ساخت و سازها برای تحقق حفاظت و پیشگیری از حریق و حوادث
- تنظیم طرح‌های ایمنی و پیشگیری از حریق و حوادث
- بررسی علل حوادث و حریق و ارائه نتایج برای پیشگیری
- مشارکت در برنامه‌های ایمن‌سازی شهر است.

مروری بر وظایف اداره‌ها به تفکیک
اداره ایمنی ساختمان وظیفه دارد در زمینه طراحی معماری ایمنی و مقررات ملی ساختمان و همچنین بررسی سیستم‌های ایمنی و آتش‌نشانی و تأیید نقشه‌های معماری، بازدید و کنترل از ساخت و سازها برای صدور گواهی عدم خلافی فعالیت کند. مامورها و کارکنان اداره نظارت بر ایمنی شهر، موظف‌اند به‌طور دوره‌ایی کلیه اماکن اعم از مسکونی، تجاری، صنعتی، آموزشی، خدماتی و فرهنگی بازدید و وضعیت ایمنی مراکز در برابر حریق و حوادث را بررسی و ارزیابی کنند.در اداره بازبینی و کنترل مضاعف اخطاریه‌هابی‌توجهی و عدم رعایت ضوابط و مقررات ایمنی و حریق صادر می‌شود و مسئولیت برخورد با افراد حقیقی و نهادهای حقوقی را دارند که از ضوابط تخطی کردند یا نسبت به هشدارها و ابلاغیه‌های بی‌اعتنا هستند. مأموریت اداره بررسی علل حریق و حوادث هم عهده‌دار بررسی و تحقیقات تکمیلی علت آتش‌سوزی و حادثه است. همچنین این اداره به عنوان متولی ارائه گزارش علت آتش‌سوزی، حادثه به نهادهای مرتبط و دستگاهی قضایی در ساختار سازمانی آتش‌نشانی و خدمات ایمنی است. ضرورت ارائه مطالعات مؤثر و به موقع مبتنی بر تازه‌ترین دست‌آوردهای علمی برای پیش‌گیری از حریق و حادثه ضرورت ایجاد اداره مطالعات را رقم زده‌است.

### معاونت فنی و توسعه
به‌طور کلی وظایف معاونت فنی و توسعه دو حوزه «ابنیه» و «خودروها و تجهیزات عملیاتی» را در بر می‌گیرد. این معاونت مسئولیت توسعه ساخت و ساز عموم ایستگاه‌های آتش‌نشانی و خدمات ایمنی، همچنین مقاوم‌سازی نگهداری، تعمیر و تجهیز تأسیسات مرتبط را به عهده دارد. در بخش خودروها و تجهیزات عملیاتی و بروزرسانی آن‌ها بر اساس استانداردهای جهانی نگهداری و تعمیرات کلیه ماشین آلات و تجهیزات آتش‌نشانی و امداد و نجات را عهده‌دار است. بر اساس وظایف یادشده این معاونت متشکل از اداره‌های سه‌گانه «مدیریت فنی خودروی و تجهیزات»، «مدیریت فنی و عمرانی»، «مدیریت املاک و مستغلات» است.
وظایف اداره‌ها به تفکیک
مدیریت فنی خودرویی و تجهیزات، مأموریت، مدیریت راهبردی و به روزرسانی کلیه تجهیزات و ماشین‌آلات سازمان را انجام می‌دهد. از سویی توسعه ناوگان، تجهیزات فنی و نگهداری و تعمیر از دیگر وظایف آن است. در اداره مدیریت فنی و عمرانی کار تعمیر و نگهداری ابنیه و تأسیسات سازمان را انجام می‌دهد. برنامه‌های کلان توسعه ایستگاه‌های آتش‌نشانی، نظارت بر کلیه فعالیت‌های ساختمانی هم موظف است انجام دهد. همچنین اداره مدیریت املاک و مستغلات هم به‌طور عمده پیگیر و تامین‌کننده زمین از شهرداری برای احداث ایستگاه‌های آتش‌نشانی است. عقد قرارداد ایستگاه‌های دارای مالکیت وقفی و سامان‌دهی اماکن سازمان هم مأمور به انجام است.

### معاونت طرح و برنامه
ضرورت کارهای متعددی از قبیل رصد و شناسایی چالش‌ها، نیازسنجی و پیش‌بینی شرایط پیش‌رو، تطبیق نظام مالی و اداری با نیاز روز، تطبیق و هم‌آهنگی سازمان با نیازهای شهروندان سازمان آتش‌نشانی و خدمات ایمنی و شهر تهران را به صرافت تأسیس معاونت طرح و برنامه انداخت. برای تحقق اهداف سازمان، ماموریت‌های مربوط به تدوین نظام برنامه‌ریزی کارآمد، پژوهش و برنامه‌ریزی مسایل و مشکلات سازمان، ارائه راه‌حل برای رفع یا کاهش چالش‌ها، تدوین نقشه راه به این معاونت سپرده شده‌است. معاونت یاد شده دربرگیرنده اداره‌های « «برنامه‌ریزی بودجه و اعتبارات»، «پژوهش، تحقیق و توسعه»، «تشکیلات، بهبود و روش‌ها و سیستم‌ها»، «آمار، ارزیابی عملکرد و بهبود مدیریت»، «پیگیری مصوبات و امور شورا»، «فناوری اطلاعات و ارتباطات»، «بیسیم و الکترونیک»، «منابع انسانی»است.
ماموریت اداره‌ها به تفکیک
اداره برنامه‌ریزی و بودجه و اعتبارات اختصاصاً مسائل بودجه، کنترل برنامه‌های سازمان آتش‌نشانی و خدمات ایمنی، کنترل پروژه‌ها، بررسی کلیه منابع درآمدی، نظارت بر تهیه و تنظیم بودجه و نحوه تخصیص اعتبارات و… را انجام می‌دهد. اداره پژوهش تحقیق و توسعه، تعیین اولویت‌بندی پژوهشی و ارتباط با مراکز دانشگاهی همکاری‌های پژوهشی و هدایت پژوهشگران در ارتباط به نیازهای سازمان را رقم می‌زند. کار اداره تشکیلات بهبود روش‌ها و سیستم‌ها هم نظارت بر حسن اجرای تکالیف سازمانی مبتنی بر ابلاغ شهرداری، پایش اثربخش سازمان، پیشنهاد سیاستگذاری تحول سازمانی در سطح کلان، طراحی پست‌های سازمانی مبتنی بر بهره‌وری بهینه و پیشنهاد را انجام می‌دهد. همچنین نظارت بر آمار سازمان، تحلیل شاخص‌ها و ارائه گزارش‌های کارشناسی و راهبری بانک اطلاعاتی سازمان و کنترل نظارت بر تجزیه و تحلیل نتایج آماری و ارائه گزارش‌های کمی و کیفی آماری را اداره آمار، ارزیابی عملکرد و بهبود مدیریت انجام می‌دهد. مأموریت و ظایف دو اداره پیگیری مصوبات و امور شورا و اداره فناوری اطلاعات ارتباطات از عنوان آن‌ها آشکار است و نیاز به توضیح بیشتری ندارد. اداره بی‌سیم و الکترونیک وظایف بنیاد نهادن ساختار توأم با امنیت و پایدار ارتباطات، تأمین تجهیزات مورد نیاز الکترونیک و ارتباطی، ارتقاء پوشش رادیویی، ایجاد سازه‌های مخابراتی و… را به عهده دارد و در نهایت منابع انسانی که مسائل مرتبط با تأمین و سازمان‌دهی نیروی انسانی که شامل تأمین نیروی انسانی و عزل و نصب آن‌ها و اتخاذ تصمیم دربارهٔ وظایف و مسئولیت‌های نیروی انسانی و حقوق آن‌ها را بر عهده دارد.

### معاونت اجتماعی و فرهنگی
معاونت اجتماعی و فرهنگی عمدتاً ماموریت‌های حوزه فرهنگ‌سازی و آگاهی‌بخش در رعایت ضوابط ایمنی برای پیش‌گیری از حریق و حادثه را ارائه می‌کند. این معاونت اواخر سال ۱۳۹۱ در چارچوب تشکیلات اداری سازمان آتش‌نشانی و خدمات ایمنی قرار گرفته‌است و برای تحقق ماموریت‌ها و وظایفش دربرگیرنده اداره‌های سه‌گانه «فرهنگ ایمنی و آموزش شهروندی»، «امور اجتماعی»، «امور تربیتی، فرهنگی و مذهبی» است. گروه هدف و مخاطب‌های این معاونت در برگیرنده عموم شهروندان و کارکنان و خانواده آتش‌نشان‌هاست. برخی از مهم‌ترین فعالیت‌ها و ماموریت‌های معاونت اجتماعی و فرهنگی به شرح زیر است.
- بسط و گسترش و ارتقاء فرهنگ ایمنی شهروندان با بهره‌گیری از امکان‌های رسانه‌ایی و تبلیغی
- توسعه کمی و کیفی آتش نشانان داوطلب که از آن‌ها با عنوان‌های «ایمن‌یار شهر» و «سفیر ایمنی» یاد می‌شود
- حمایت از تشکل‌های ایمنی و همیار آتش‌نشانی با محوریت زنان و کودکان
- ایجاد و مدیریت خانه‌های ایمنی در سراهای محلات مناطق بیست و دوگانه شهرداری تهران
- آموزش حضوری شهروندان در خصوص علل ایجاد حریق و حوادث و راه مقابله با آن
- شناسایی آسیب‌های اجتماعی مرتبط با شغل آتش‌نشان و بررسی راه‌های پیشگیری از آن
- برگزاری مسابقه‌ها و جشنواره‌های اجتماعی و فرهنگی در قالب وبلاگ‌نویسی، عکاسی، کتابخوانی، نقاشی و… برای بسط و گسترش فرهنگ ایمنی شهروندان

### معاونت مالی
معاونت مالی و اداری بخش ثابت عموم نهادهای و شرکت‌ها و سازمان‌هاست و مسئولیت امور مالی و اداری را بر عهده دارد؛ معاونت مالی از اداره‌های «امور مالی»، «رفاه و امور اجتماعی»، «پشتیبانی» و «کمیسیون معاملات» تشکیل شده‌است. کمیسیون معاملات از معدود اداره‌های این معاونت است که جامعه هدف و مخاطب آن‌ها افراد حقیقی و تشکل‌های حقوقی است که ارتباط سازمانی با سازمان آتش‌نشانی و خدمات ایمنی شهر ندارد. از جمله وظایف، کمسیون معاملات تدوین لیست نیازمندی‌های سازمان مربوط به خودرو و تجهیزات، تعیین مشخصات فنی کالا و تجهیزات، بررسی چگونگی انطباق مشخصات فنی با کالاهای تحویل به انبار، امتیازبندی فنی کالاها در مناقصه و… است. برخی از مسئولیت‌های این معاونت به شرح زیر است.
- ایجاد و هماهنگی بین معاونت‌ها در ارتباط با سیاست‌ها و برنامه‌های کلان سازمان
- تعیین خط و مشی مالی - اداری و طرح و برنامه سازمان
- تأمین منابع مالی سازمان
- نظارت بر نقدینگی
- بررسی صورت‌های مالی

## رویدادهای مرتبط

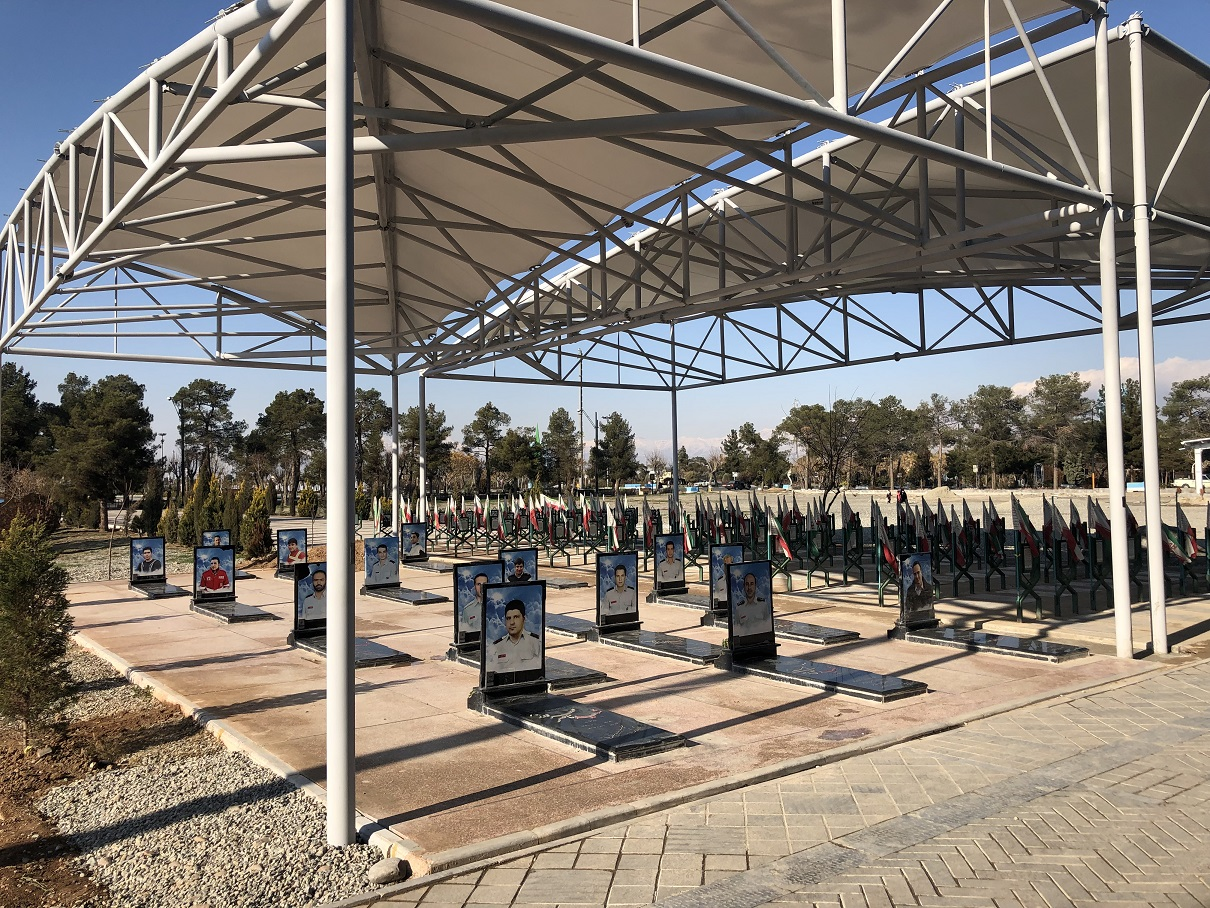
قطعه جان‌باختگان آتش‌نشان پلاسکو در بهشت زهرا

از رویدادهای مرتبط با سازمان آتش‌نشانی و خدمات ایمنی، که افکار عمومی را برانگیخت می‌توان به حادثه‌های آتش‌سوزی ساختمان خیابان جمهوری و آتش‌سوزی و ریزش ساختمان پلاسکو اشاره کرد.
- در حادثه آتش‌سوزی و ریزش ساختمان پلاسکو ۱۶ تن از آتش‌نشان‌ها زیر آور مانند و کشته شدند. .[۴۱][۴۲][۴۳] کشته شدن شانزده تن از آتش‌نشان‌ها در حادثه پلاسکو، سازمان آتش‌نشانی و خدمات ایمنی را تا مدتی در کانون توجه فکار عمومی و مخاطب‌ها قرار دارد و اقدام‌هایی برای تجلیل از آتش‌نشان‌های کشته‌شده انجام شد. از آن جمله می‌توان اشاره کرد به برپایی نمایشگاه آثاری از هنرمندان تجسمی برای بزرگداشت یاد و خاطره آتش‌نشان‌های جان‌باخته، درخواست و پیشنهاد ساخت ایستگاه آتش‌نشانی و موزهٔ جان‌باختگان آتش‌نشان و نیز  انتشار کتاب «جستارهایی در پلاسکو».

- بر اساس گزارش‌های منتشر شده در رسانه‌ها، هنرمندان حوزه هنرهای تجسمی در روز حادثه به منظور همدردی با بازماندگان آثار تجسمی عمدتاً گرافیک و نقاشی را در شبکه‌های اجتماعی منتشر کردند. این آثار سپس در شبکه اجتماعی رسانه هنر گردی نیز منتشر شد.[۴۴] نمایشگاهی از این آثار نیز در یکی از گالری‌های تهران برپا شد.[۴۵]
- همچنین بر اساس گزارش‌هایی در مراسم خاکسپاری کشته‌شدگان این حادثه، عده‌ای با امضای یک طومار خواستار آن شدند که مکان ساختمان پلاسکو دیگر به پاساژ تبدیل نشده و به جای آن یادمان و موزه‌ای برای جان‌باختگان آتش‌نشان ساخته شود، مرتضی طلایی از اعضاء پیشین شورای شهر پیگیری این خواست مردمی و تأسیس موزه آتش‌نشان در مکان سابق ساختمان پلاسکو را مطرح کرد.[۴۶] همچنین ساخت و تأسیس یک ایستگاه آتش‌نشانی مجهز در همان مکان پلاسکو، از دیگر پیشنهادها برای جایگزینی بنای پلاسکو بوده‌است.
- کتاب «جستارهایی در پلاسکو» روایتی عمدتاً جامعه‌شناسی از بررسی ابعاد مختلف فرهنگی، اجتماعی و رسانه‌ای حادثه تخریب ساختمان پلاسکو و از دست رفتن سرمایه‌های انسانی و مالی کسانی شهروندان تهرانی شد. گردآوری علل و عوامل سوختن و فروپاشی ساختمان پلاسکو و نیز تلاش برای ارائه راهکارهای تخصصی و آسیب‌شناسانه از سوی پژوهشگران علوم اجتماعی، دست‌مایه انتشار این کتاب شد.[۴۷]
- فیلم سینمایی چهارراه استانبول با محوریت این حادثه و آتش‌نشان‌های جان‌باخته سال ۱۳۹۷ تولید و اکران شد. نام قبلی این فیلم پلاسکو بود و با نگاهی متفاوت به حادثه آتش‌سوزی ساختمان پلاسکو در تهران می‌پردازد.[۴۸]

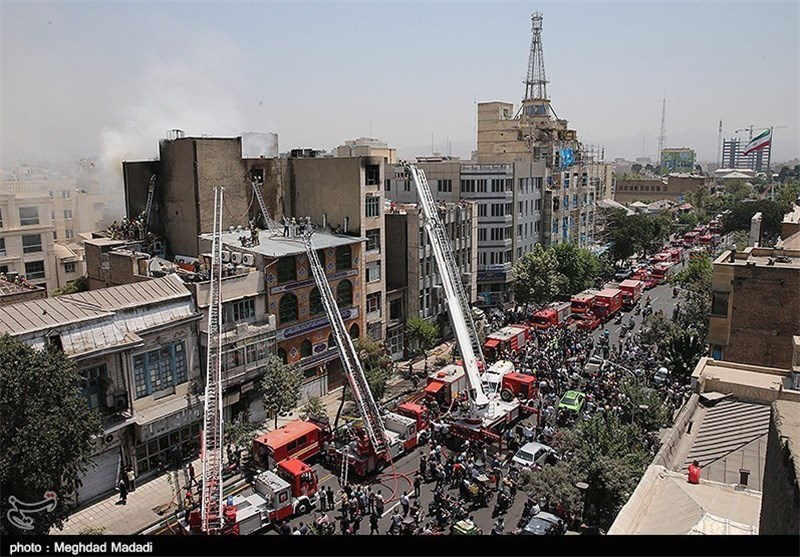
آتش‌نشانان در حال اطفاء حریق ساختمان در خیابان جمهوری

- برخلاف رویداد آتش‌سوزی و ریزش ساختمان پلاسکو که همدردی مردم با آتش‌نشان‌ها را برانگیخت، حادثه آتش‌سوزی ساختمان خیابان جمهوری انتقادهایی را متوجه مدیریت وقت شهرداری تهران و سازمان آتش‌نشانی کرد. ناکارآمدی و خرابی تجهیزات امدادرسانی در هنگام عملیات نجات افراد گرفتار در حریق و مرگ دو زن افکار عمومی را جریحه‌دار کر. بر اساس گزارش‌های رسانه‌ها در هنگام امدادرسانی برای نجات این دو زن،[۴۹] نردبان هیدرولیکی هنگام باز شدن دچار مشکل شد و باز نشد.[۵۰] همچنین مدارکی نشان می‌دادند مدیران وقت شهرداری تهران قریب یک سال از انجام خدمات تعمیرات و نگهداری تجهیزات آتش‌نشانی تهران غفلت کردند[۵۱] این حادثه حساسیت افکار عمومی و رسانه‌های ایران را برانگیخت.[۵۲]پس از این حادثه، بر اساس دستور بازپرس پرونده رئیس ایستگاه آتش‌نشانی مورد نظر و آتش‌نشان اپراتور خودرو آتش‌نشانی حامل نردبان نجات دستگیر شدند.[۵۳]